# Hästveda församling
Hästveda församling var en församling i Västra Göinge kontrakt i Lunds stift. Församlingen låg i Hässleholms kommun i Skåne län och ingick i Hästveda pastorat. Församlingen uppgick 2014 i Hässleholms församling.

## Administrativ historik
Församlingen har medeltida ursprung.
Församlingen var till 2014 moderförsamling i pastoratet Hästveda och Farstorp. Församlingen uppgick 2014 i Hässleholms församling.

## Organister
| Verksam | Namn                     | Levnadstid | Övrigt |
| ------- | ------------------------ | ---------- | ------ |
| 1956–   | Nils Erik Robert Fondell | 1911–      | [ 4 ]  |

## Kyrkor
- Hästveda kyrka